# Classe Amagi
La classe Amagi (天城型?, Amagi-gata) era una serie di quattro incrociatori da battaglia progettati per la Marina imperiale giapponese (IJN) come parte della flotta eight-eight nei primi anni '20. Le navi dovevano chiamarsi Amagi, Akagi, Atago e Takao. Il progetto dell'Amagi era essenzialmente una versione allungata della corazzata di classe Tosa, ma con una cintura corazzata e un ponte più sottili, un sistema di propulsione più potente e una disposizione dell'armamento secondario modificata. Avrebbero dovuto trasportare la stessa batteria principale di dieci cannoni da 410 mm ed era capace di una velocità massima di 30 nodi (56 km/h).
Le limitazioni imposte dal Trattato Navale di Washington del 1922 impedirono il completamento della classe secondo quanto progettato. Tuttavia il trattato prevedeva una tolleranza limitata per gli scafi già in costruzione da convertire in portaerei. L'Amagi e l'Akagi erano entrambe destinate alla conversione, ma un terremoto danneggiò lo scafo dell'Amagi, così la nave fu demolita. L'Akagi fu ricostruita come portaerei e prestò servizio con distinzione come parte del Kido Butai durante la Seconda Guerra Mondiale, partecipando all'attacco giapponese a Pearl Harbor, prima di essere affondata nella battaglia delle Midway .

## Progetto

### Dimensioni e macchinari
Le navi avevano un dislocamento previsto di 41.217 tonnellate e 47.000 tonnellate a pieno carico. Il progetto della classe prevedeva 250 m di lunghezza alla linea di galleggiamento e 251,8 m fuori tutto. Le navi avrebbero dovuto avere una larghezza di 30,8 m e un pescaggio di 9,5 m, avrebbero inoltre utilizzato quattro alberi di trasmissione, azionati da turbine a vapore Gihon. Il personale di progettazione intendeva utilizzare turbine, alimentate da 19 caldaie a tubi d'acqua Kampon, undici delle quali a gasolio, mentre le altre otto dovevano avere una miscela di petrolio e carbone come combustibile. Questo sistema era progettato per fornire 131.200 cavalli vapore (97.800 kW) all'albero di trasmissione, per una velocità massima di 30 nodi (56 km/h). Le riserve di carburante previste ammontavano a 3.900 tonnellate di petrolio e 2.500 tonnellate di carbone. Le navi avevano una velocità di crociera prevista di 14 nodi (26 km/h) e, con le riserve di carburante piene, avrebbero avuto un'autonomia massima di 8.000 miglia nautiche.

### Armamento
Le navi avrebbero dovuto essere equipaggiate con una batteria principale di dieci cannoni da 410 mm L/45 in cinque torrette binate, ma avrebbero potuto utilizzare anche un cannone L/50, testato nel 1920. I cannoni sparavano proiettili perforanti da 1.000 kg con una carica propellente da 224 kg a 790 m/s, ad una cadenza di tiro compresa tra gli 1,5 e i 2,5 colpi al minuto. Ogni cannone aveva 90 colpi e una durata approssimativa della canna di 250-300 colpi. Le torrette sarebbero state disposte lungo la linea centrale: due torrette in superfiring a prua e tre in linea, a poppa della sovrastruttura. Le torrette dei cannoni pesavano 1.004 tonnellate, e permettevano una depressione di −5 gradi e una elevazione di 30 gradi.
La batteria secondaria avrebbe dovuto essere composta da sedici cannoni da 140 mm Type 3, montati in casematte lungo il centro della nave. Questi cannoni sparavano proiettili da 38 kg, che utilizzavano tra i 10,33 kg e i 10,97 kg di propellente, a una velocità iniziale di 850/855 m/s. I cannoni avevano un'elevazione massima di 25 gradi, che consentiva una portata massima di 17,5 km. Quattro, poi aumentati a sei, i cannoni antiaerei da 120 mm Type 10 che dovevano essere montati a centro nave, insieme a otto tubi lanciasiluri da 610 mm.

### Armatura
Era previsto che la classe Amagi sarebbe stata protetta da una cintura principale da 254 mm inclinata a 12 gradi, e una paratia antisiluro da 73 mm. Le barbette della batteria principale erano state progettate per avere 230/280 mm di corazzatura, e la torre di comando avrebbe avuto un'armatura con uno spessore compreso tra i 76 mm e i 306 mm. L'armatura del ponte avrebbe dovuto essere di 98 mm.

## Storia
L'esperienza della guerra russo-giapponese convinse gli strateghi della guerra navale che fossero necessarie navi ammiraglie più veloci così, il 4 aprile 1907, il Consiglio di Difesa Imperiale approvò la politica "Otto-Otto". Questo piano prevedeva originariamente una flotta di otto corazzate e otto incrociatori corazzati, tutti con meno di dieci anni di età (in seguito modificati in otto incrociatori da battaglia e ridotti a otto anni di età). Tuttavia, l'avvento delle corazzate dreadnought paralizzò inizialmente questo piano; data la debole e sottosviluppata economia giapponese e l'enorme pressione a cui era stata sottoposta durante la guerra russo-giapponese (il Giappone uscì vittorioso dalla guerra, ma in bancarotta), il varo della HMS Dreadnought fu un "disastro" per il Giappone.
Nel 1907, il Giappone era a metà strada del progetto l'otto-otto, con due corazzate (classe Katori) consegnate alla flotta e altre due corazzate (classe Satsuma), più quattro incrociatori corazzati, autorizzati o già in costruzione. Inoltre altre tre corazzate e quattro incrociatori corazzati erano stati autorizzati, sebbene non finanziati. Tuttavia la tecnologia navale stava cambiando; le corazzate più vecchie, comprese tutte le corazzate giapponesi in servizio o in costruzione, furono rapidamente rese obsolete con l'entrata in servizio della HMS Dreadnought (da cui i termini dreadnought e pre-dreadnought), e gli incrociatori corazzati erano apparentemente inutili di fronte ai nuovi incrociatori da battaglia impostati da Gran Bretagna e Germania. La Marina Imperiale Giapponese se ne rese conto e propose nel 1909 di ordinare due incrociatori da battaglia britannici, uno da costruire in Gran Bretagna e uno in patria. Queste due navi divennero la classe Kongō. Un altro paio di Kongo furono costruite successivamente in Giappone.
Nel 1910 era ancora autorizzata la costruzione di una corazzata e quattro incrociatori corazzati. Questa corazzata, una versione più pesante degli incrociatori da battaglia di classe Kongō, divenne la prima super-corazzata giapponese, la Fuso. Con queste navi il Giappone sembrava avvicinarsi all'obiettivo dell'otto-otto; tuttavia, queste nuove navi rappresentavano un "nuovo livello di forza navale" per la Marina Imperiale Giapponese e rendevano obsolete tutte le precedenti navi ammiraglie giapponesi. Ciò significava che qualsiasi pianificatore navale che mirasse a una flotta di otto-otto avrebbe dovuto richiedere altre sette corazzate e quattro incrociatori da battaglia, in un momento in cui il Giappone stava cercando di superare una depressione economica mondiale.
Dopo le proposte della Marina Imperiale Giapponese del 1911 e del 1912, per massicci programmi di costruzione navale, il Consiglio dei Ministri scese a compromessi e optò per un piano "quattro-quattro"; in base a questo, tre nuove corazzate (la seconda di classe Fusō e le due navi di classe Ise) e nessun nuovo incrociatore da battaglia furono autorizzate. La Marina non fu d'accordo e chiese invece una flotta "otto-quattro", mentre il Consiglio di Difesa Imperiale chiese la flotta originale di otto-otto. Il Consiglio dei Ministri cedette e, nel luglio del 1914, si decise di puntare prima a una flotta di otto-quattro, seguita dalla flotta di otto-otto. Il piano otto-quattro fu presentato alla Dieta del Giappone nel 1915; mirava ad avere otto corazzate e quattro incrociatori da battaglia entro il 1923 con la costruzione di due classe Nagato e due classe Tosa. Il problema era che il vecchio piano prevedeva che tutte le navi della flotta otto-otto avessero meno di otto anni; quando queste nuove navi furono completate, la Fusō e le prime due navi della classe Kongo avrebbero superato l'età di sostituzione.
Il piano fu approvato nel 1917, insieme al finanziamento per due incrociatori da battaglia che divennero la classe Amagi. Verso la fine del 1917 la Marina propose di espandere il piano otto-quattro aggiungendo altri due incrociatori da battaglia; la proposta fu approvata e furono ordinate altre due navi di classe Amagi. Tuttavia, avere otto navi con cannoni da 41 centimetri (quattro corazzate e quattro incrociatori da battaglia) in fase di ordine sottopose ad un enorme sforzo finanziario il Giappone, che stava spendendo circa un terzo del suo bilancio nazionale per la Marina. Le enormi dimensioni e la scala del suo programma di costruzione stavano rapidamente facendo aumentare i costi della costruzione navale e degli armamenti.

## Costruzione, cancellazione e conversione

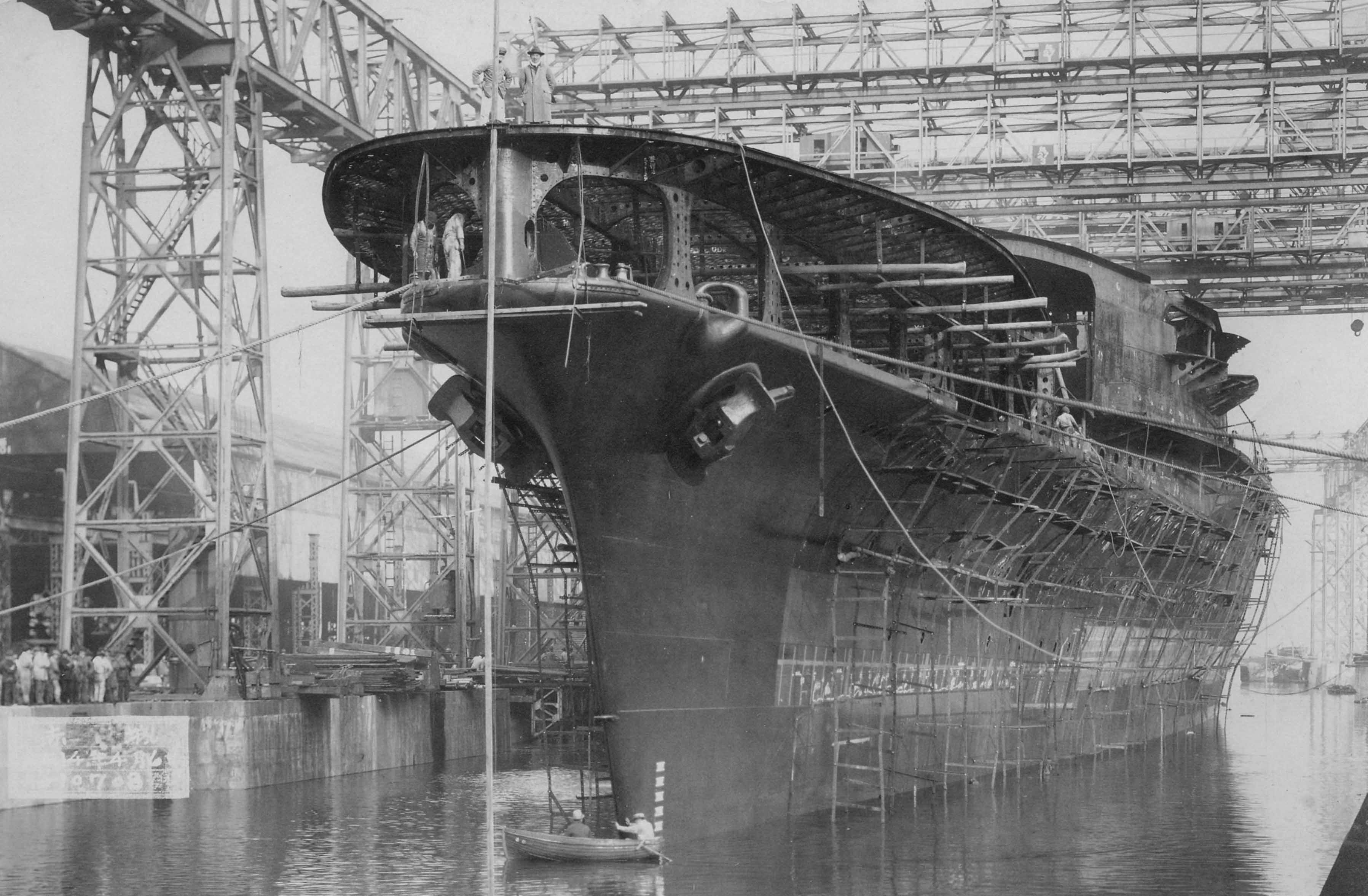
Akagi dopo il suo varo nell'aprile del 1925; era già stata convertita in portaerei.

L'Akagi fu la prima nave della classe ad essere impostata; la costruzione iniziò il 6 dicembre 1920 presso il cantiere navale di Kure. L'Amagi la seguì dieci giorni dopo presso il cantiere navale di Yokosuka. Le date di completamento previste per la prima coppia di navi erano rispettivamente dicembre e novembre 1923. L'Atago fu impostata a Kobe presso il cantiere navale Kawasaki il 22 novembre 1921 e il suo completamento era previsto per dicembre 1924. La Takao, la quarta e ultima nave della classe, fu impostata presso il cantiere navale Mitsubishi di Nagasaki il 19 dicembre 1921 e il suo completamento era previsto anch'esso per dicembre 1924. Le navi presero il nome da diverse montagne: Amagi, Akagi, Atago e Takao. Inizialmente la Takao avrebbe dovuto chiamarsi Ashitaka, dal monte Ashitaka.
Il Trattato navale di Washington, firmato nel febbraio 1922, ridusse notevolmente il tonnellaggio consentito per le navi capitali nelle nazioni firmatarie. Il trattato istituì anche una moratoria sulla costruzione di nuove navi da guerra; gli incrociatori da battaglia cancellati in base a questa modifica includevano una classe ciascuno, dal Giappone, dagli Stati Uniti e dalla Gran Bretagna: rispettivamente la classe Amagi, la classe Lexington e la classe G3. Il trattato consentiva che gli scafi delle corazzate e degli incrociatori da battaglia attualmente in costruzione fossero convertiti in portaerei, ma solo se queste nuove portaerei fossero mantenute al di sotto del limite di 27.000 tonnellate. Considerando che la classe Amagi era progettata per dislocare 47.000 tonnellate a pieno carico, nella sua configurazione da incrociatore da battaglia, questo sarebbe stato un dislocamento piuttosto difficile da ottenere. Tuttavia anche gli americani ebbero lo stesso problema quando progettarono una conversione della loro classe Lexington, quindi un'eccezione, guidata dal sottosegretario alla Marina statunitense Theodore Roosevelt Jr., fu aggiunta al trattato che dava ai cinque firmatari l'opzione di convertire fino a due navi ammiraglie in costruzione in portaerei da 33.000 tonnellate. Ciò portò gli Stati Uniti e il Giappone a riordinare rapidamente due navi ciascuno. Il Giappone scelse Amagi e Akagi, le due navi più vicine al completamento, per la conversione. I loro cannoni furono consegnati all'esercito imperiale giapponese per essere utilizzati come artiglieria costiera; tre delle loro torrette principali furono installate nella baia di Tokyo, a Busan, in Corea, e sull'isola di Iki nello stretto di Tsushima. Il resto dei loro cannoni fu messi in riserva e demoliti nel 1943. 

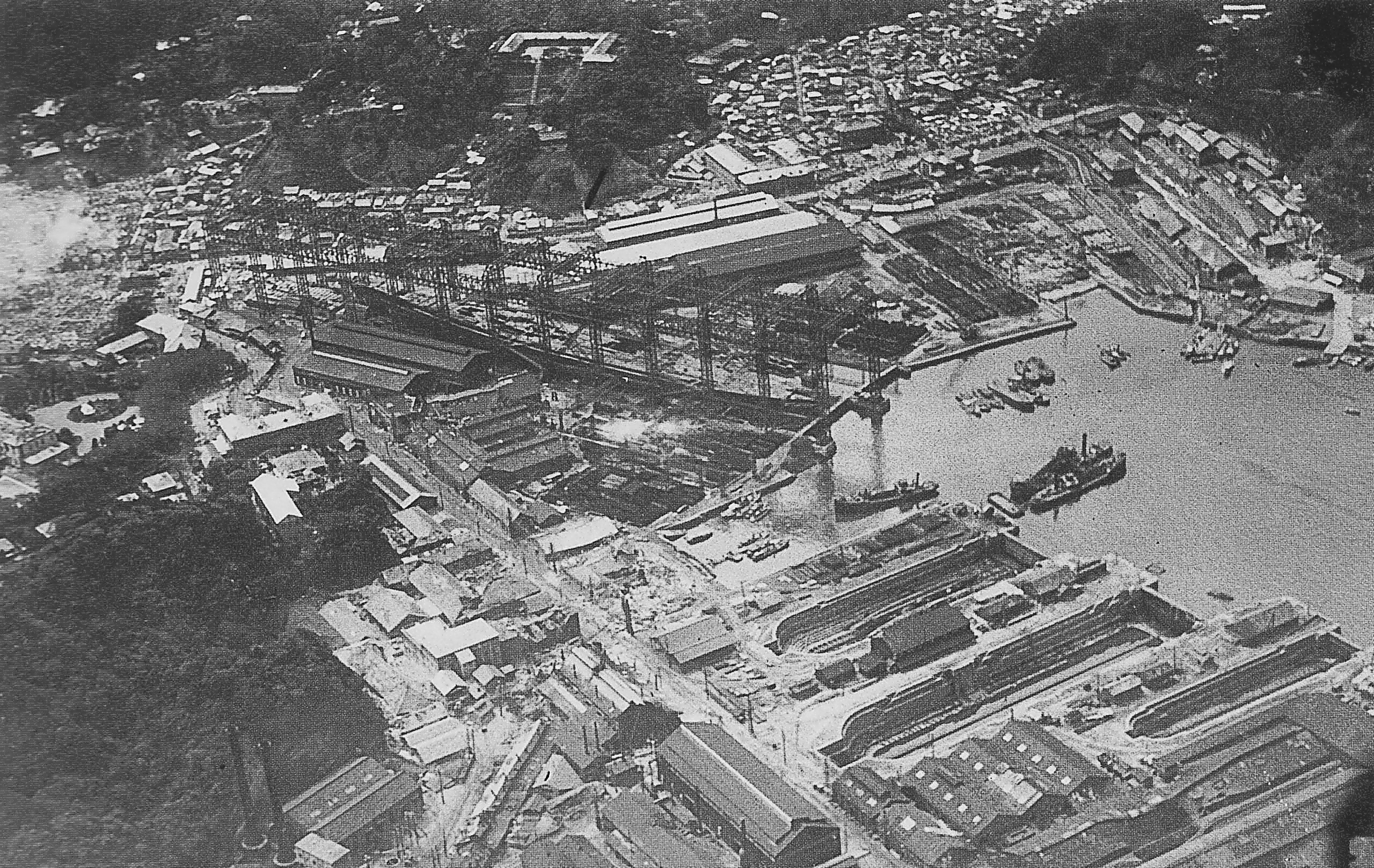
LAmagi incompleta subito dopo il terremoto.

Il grande terremoto del Kantō del settembre 1923, causò significativi danni da stress allo scafo dell'Amagi. La struttura fu troppo danneggiata per essere utilizzabile e i lavori di conversione furono abbandonati. L'Amagi fu radiata dall'elenco navale e venduta per la demolizione, che iniziò il 14 aprile 1924. Le altre due navi, l'Atago e la Takao, furono ufficialmente cancellate due anni dopo (31 Luglio 1924) e furono demolite nei loro scali di alaggio.  La corazzata incompleta di classe Tosa, la Kaga, i quali lavori si erano fermati il 5 febbraio 1922, fu riordinata come portaerei per sostituire l'Amagi .

### La carriera dell'Akagicome portaerei

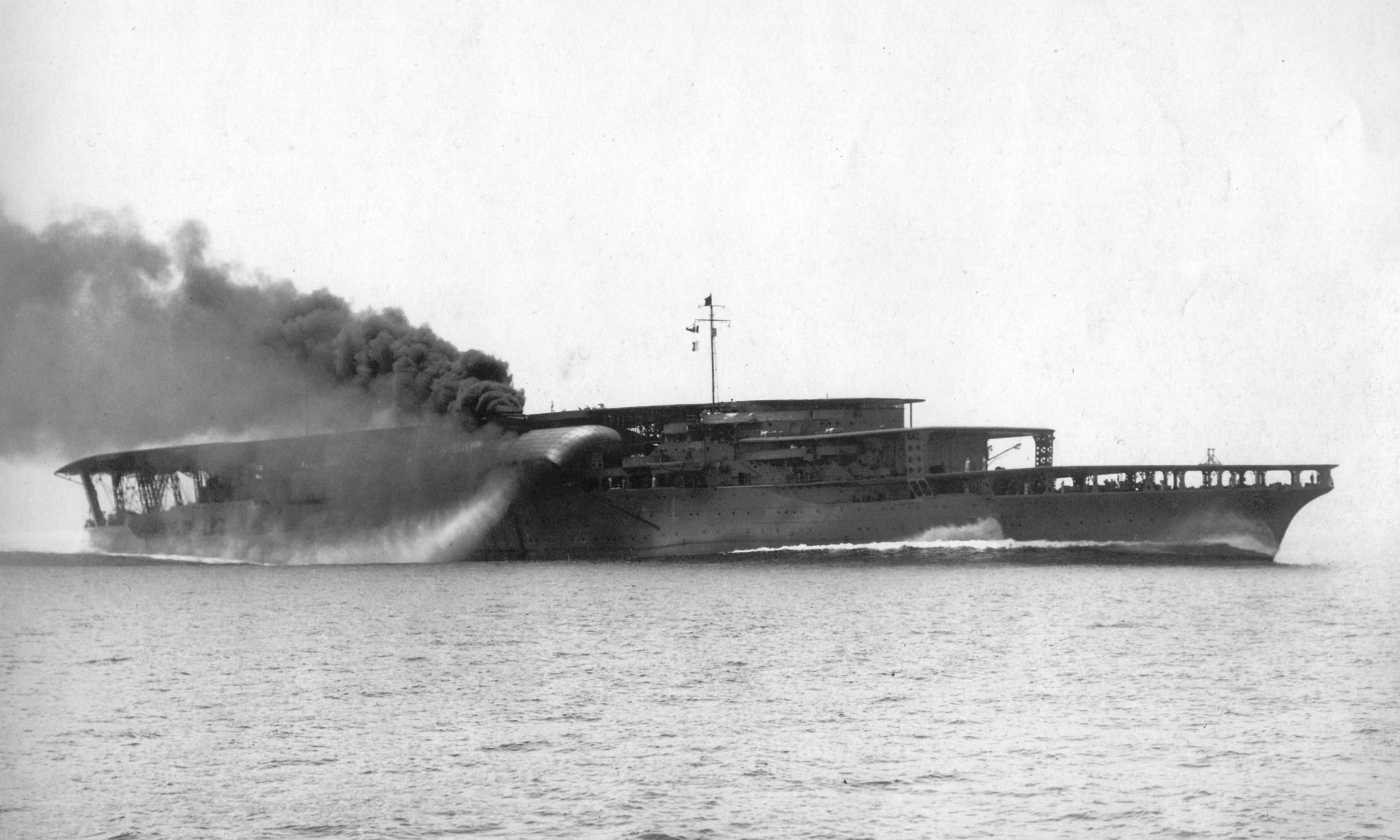
LAkagi in prova nel 1927; la nave originariamente aveva due ponti di decollo corti e un ponte di atterraggio principale

La conversione dell'Akagi iniziò il 19 novembre 1923 e fu completata nel marzo del '27. Tuttavia, la strana varietà di ponti di volo installati – un ponte di atterraggio principale sovrapposto a due ponti di decollo corti – si rivelò insoddisfacente e la nave fu ritirata dal servizio attivo nel 1935 per essere modernizzata. I due ponti di volo inferiori furono rimossi, il ponte principale fu allungato a 250 m e fu aggiunto un terzo elevatore. Il rimontaggio fu completato nel 1938. L'Akagi supportò le operazioni al largo della Cina all'inizio del 1939 e del 1940, subì poi una revisione nel novembre 1940.
L'Akagi servì come nave ammiraglia del vice ammiraglio Chūichi Nagumo durante l' attacco a Pearl Harbor il 7 dicembre 1941. La Kido Butai di Nagumo, composta dalle portaerei Akagi, Kaga, Hiryu, Soryu, Shokaku e Zuikaku, supportate dalle scorte, lanciò due ondate di attacchi aerei sulla base americana di Pearl Harbor in un devastante attacco a sorpresa. Le perdite americane includevano quattro corazzate e due cacciatorpedinieri affondati e quasi 200 aerei distrutti.
Il 19 febbraio 1942, gli aerei delle Akagi, Hiryū, Sōryū e Kaga parteciparono al bombardamento di Darwin, in Australia.  Il 27 febbraio, i loro bombardieri danneggiarono gravemente la vecchia portaerei americana USS Langley, che fu successivamente affondata dalla scorta.
L'Akagi e le portaerei Hiryū e Sōryū furono inviate, nel marzo del 1942, con una forza mista di corazzate, incrociatori e cacciatorpedinieri, nell'Oceano Indiano per ingaggiare la flotta britannica e supportare gli attacchi pianificati a Ceylon. Nel raid della domenica di Pasqua del 5 aprile, gli aerei delle portaerei colpirono la base britannica di Colombo, distruggendo diversi velivoli e affondando un incrociatore mercantile armato e il vecchio cacciatorpediniere HMS Tenedos nel porto.   La flotta giapponese avvistò anche gli incrociatori pesanti HMS Dorsetshire e HMS Cornwall in mare; entrambe le navi furono affondate in un attacco aereo travolgente. Il 9 aprile le portaerei attaccarono le installazioni britanniche a Trincomalee, distruggendo aerei e affondando la portaerei HMS Hermes, il cacciatorpediniere HMAS Vampire e la corvetta HMS Malvarosa .

### Battaglia delle Midway
Alla fine di maggio del 1942, nel tentativo di attirare e distruggere le elusive portaerei americane, le forze giapponesi organizzarono attacchi alle isole Aleutine in Alaska e all'atollo di Midway nel Pacifico occidentale.  Nagumo, a bordo dell'Akagi, guidò la Kaga, la Sōryū, la Hiryū e le navi di supporto della First Carrier Striking Force nelle Midway.   Nell'attacco iniziale, gli aerei giapponesi neutralizzarono una piccola forza di aerei da combattimento e inflissero gravi danni alle installazioni americane.  Gli aerosiluranti e i bombardieri in picchiata inviati da Midway per infastidire la flotta giapponese ebbero scarso effetto, ma il piano di attacco giapponese era stato decifrato e gli aerei delle portaerei americane erano già in rotta.  Gli aerosiluranti della USS Calabrone, USS Enterprise e della USS Yorktown si unirono all'attacco in successione, costringendo le portaerei giapponesi a manovrare violentemente per evitare i siluri, rendendole incapaci di lanciare altri aerei.  I bombardieri in picchiata americani, arrivati in ritardo dopo le difficoltà nel localizzare la flotta, sferrarono attacchi fatali su Akagi, Kaga e Sōryū. La Yorktown, ostacolata dai colpi dei bombardieri della Hiryū, riuscì a tornare in combattimento solo per subire due colpi di siluro un paio d'ore dopo. La Yorktown in fiamme fu abbandonata, ma i suoi esploratori individuarono la posizione della Hiryū e i bombardieri dell'Enterprise la misero fuori combattimento con quattro attacchi. Il Giappone perse tutte e quattro le portaerei della First Carrier Striking Force nelle Midway.

## Riferimenti
1. 1 2 3  Gardiner and Gray (1984), p. 235
2. ↑   navweaps.com,  http://www.navweaps.com/Weapons/WNJAP_161-45_3ns.htm. URL consultato il 18 January 2009.
3. ↑   navweaps.com,  http://www.navweaps.com/Weapons/WNJAP_55-50_3ns.htm. URL consultato il 18 January 2009.
4. ↑  Vedi: Washington Naval Treaty, Chapter II, Part III, Section II
5. ↑  Vedi: Washington Naval Treaty, Chapter I, Article IX
6. ↑   Gardiner and Gray (1984),  pp. 222, 223.
7. ↑   history.navy.mil,  http://www.history.navy.mil/photos/sh-fornv/japan/japsh-a/akagi2.htm. URL consultato il 6 October 2009.
8. ↑   Katagiri,  p. 93.
9. ↑  Vedi:  Washington Naval Treaty, Chapter II, Part III, Section II, su en.wikisource.org.
10. 1 2   Friedman (1983),  p. 43.
11. ↑  Vedi:  Washington Naval Treaty, Chapter I, Article IX, su en.wikisource.org.